# Liste der Kulturdenkmale in Flensburg

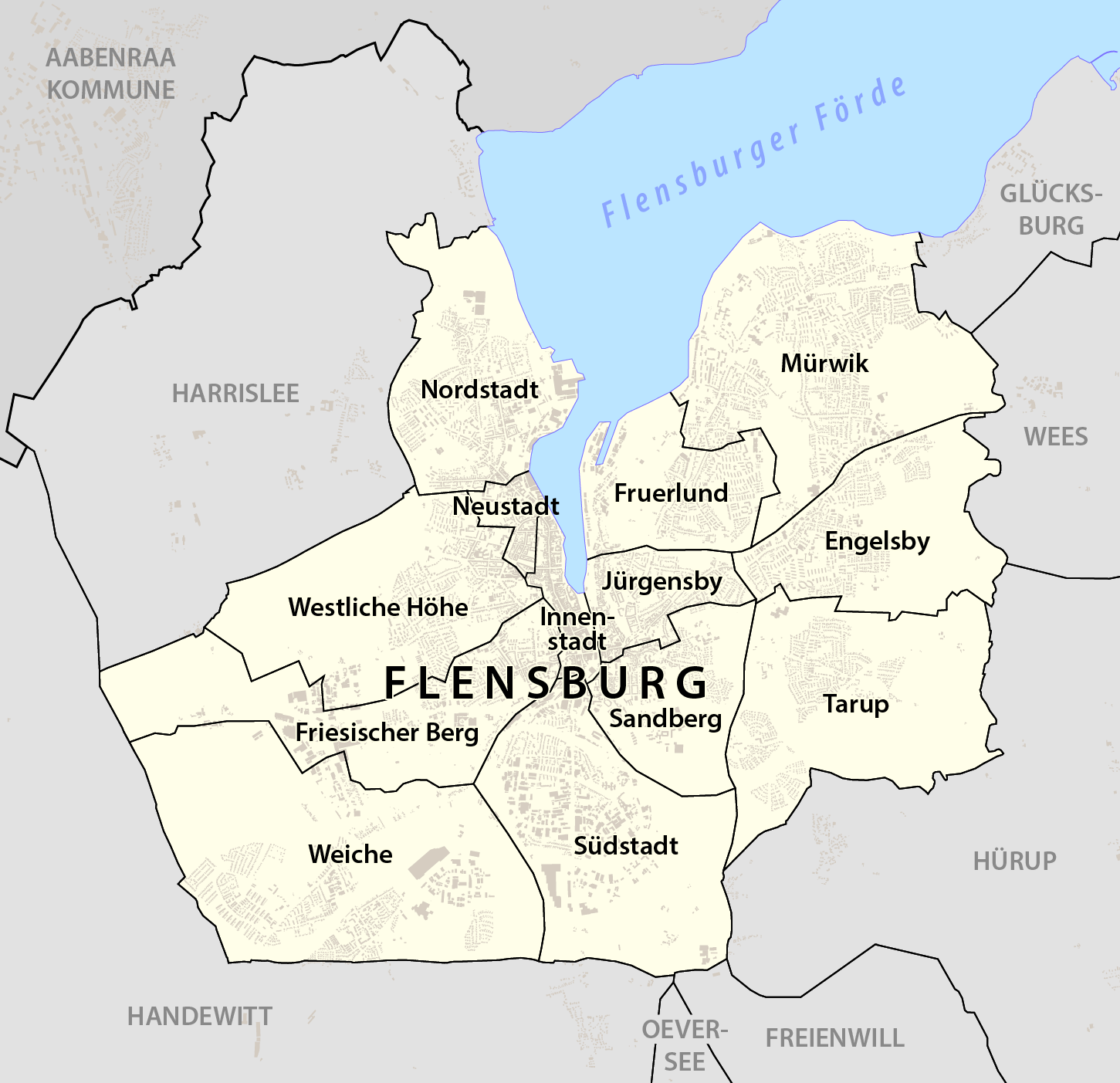
Die Stadtteile Flensburg

In der Liste der Kulturdenkmale in Flensburg sind alle Kulturdenkmale der schleswig-holsteinischen Stadt Flensburg aufgelistet. (Stand: 10. März 2025).

## Stadtteillisten
Die Liste ist nach Stadtteilen gegliedert. 
- Liste der Kulturdenkmale in Flensburg-Altstadt (präziser in der Flensburger Innenstadt) Liste enthält Sachgesamtheit und Mehrheit von baulichen Anlagen
  - Liste der Kulturdenkmale in Flensburg-Altstadt - Bauliche Anlagen (A–H)
  - Liste der Kulturdenkmale in Flensburg-Altstadt - Bauliche Anlagen (I–Z)
- Liste der Kulturdenkmale in Flensburg-Engelsby
- Liste der Kulturdenkmale in Flensburg-Friesischer Berg
- Liste der Kulturdenkmale in Flensburg-Fruerlund
- Liste der Kulturdenkmale in Flensburg-Jürgensby
- Liste der Kulturdenkmale in Flensburg-Mürwik
- Liste der Kulturdenkmale in Flensburg-Neustadt
- Liste der Kulturdenkmale in Flensburg-Nordstadt
- Liste der Kulturdenkmale in Flensburg-Sandberg
- Liste der Kulturdenkmale in Flensburg-Südstadt
- Liste der Kulturdenkmale in Flensburg-Tarup
- Liste der Kulturdenkmale in Flensburg-Weiche
- Liste der Kulturdenkmale in Flensburg-Westliche Höhe